# Skøjter
En skøjte er en støvle med en metalmede nedenunder, der gør det muligt hurtigt at bevæge sig over isen.

## Virkemåde
Skøjter fungerer grundlæggende ved, at friktionen mellem skøjten og isen omdanner skøjteløberens kinetiske energi til friktionsvarme, som smelter isen. Den smeltede is danner et væskelag mellem skøjten og isen, som sænker friktionen, når skøjteløberen glider hen over isen. 
Man troede tidligere, at væskelaget var en konsekvens af, at skøjteløberens tryk på isen fik den til at smelte. Denne årsag er blevet miskrediteret, da det for eksempel kræver et tryk på 500 atmosfære at smelte isen ved -4 grader.

## Skøjten og dens historie
Det antages, at skøjter blev benyttet første gang for cirka 5.000 år siden i det område, der i dag er Finland.
I dag er skøjter lavet af metal og er hulslebne, hvilket giver et bedre greb i isen.

## Typer af skøjter
Der findes tre hovedtyper af moderne skøjter:
- Kunstskøjten, som er karakteristisk ved at have takker fortil, så de bedre egner sig til at sætte af ved spring.
- Ishockey-skøjten, der er rund fortil.
- Hurtigløberskøjten, der er meget lang og går langt ud over foden både fortil og bagtil.

- Moderne ishockey-skøjter af plastic og metal.
- Skøjter til hurtigløb på skøjter (ældre model).
- Kunstskøjte med de karakteristiske takker i spidsen, der gør skøjteløberen i stand til at udføre spring.